# Локалита Кватро Лаги (Форли-Чезена)
Локалита Кватро Лаги (итал. Località Quattro Laghi) је насеље у Италији у округу Форли-Чезена, региону Емилија-Ромања.
Према процени из 2011. у насељу је живело 71 становника. Насеље се налази на надморској висини од 27 м.